# Nabi Yunus

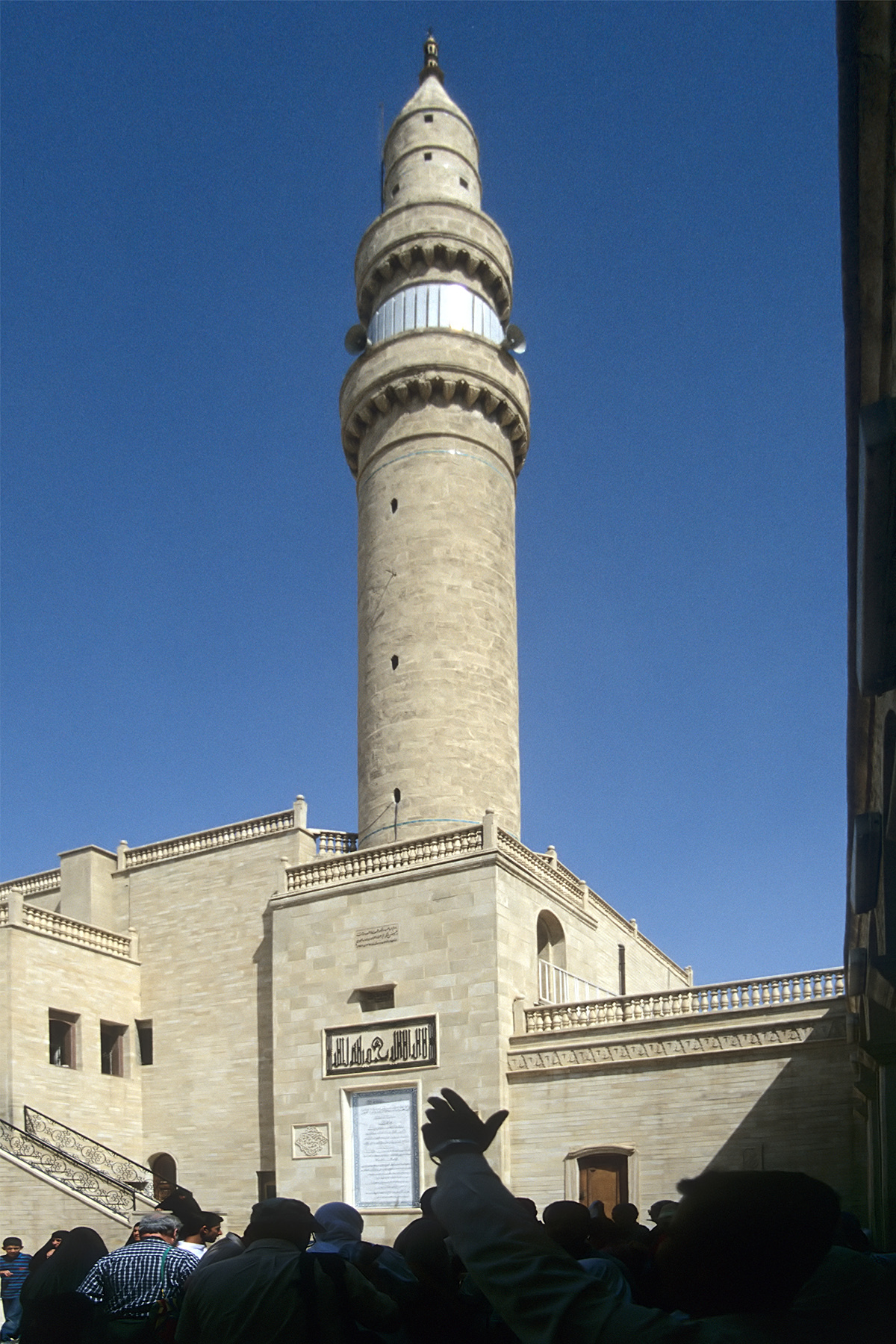
Nabi Yunus moskén, 1999.

Nabi Yunus (arabiska: جامع النبي يونس) var en moské i Mosul, Irak. Moskén var byggd på den plats där profeten Yunus som omnämns i Koranen tros vara begravd (i Bibeln är profeten Yunus känd som Jona). Den 24 juli 2014 förstördes helgedomen av jihadistgruppen Islamiska staten som sprängde moskén i luften. Islamiska staten förstörde helgedomen då de betraktar vördnad för heliga gravplatser som en form av synd.
Profeten Yunus moské, som var en sunnimoské, är inte den enda helgedom som förstörts av Islamiska staten. Tidigare i juni 2014 förstördes sju shiitiska helgedomar i staden Tal Afar.